# Samsung GT-i6220
O Samsung  GT-I6220, também conhecido como Samsung Star TV é um aparelho celular fabricado pela Samsung lançado 
em outubro de 2009. Possui uma tela touchscreen de 3 polegadas, câmera de 3.2 megapixels e televisão digital. Também existe uma versão sem televisão.